# Seiher

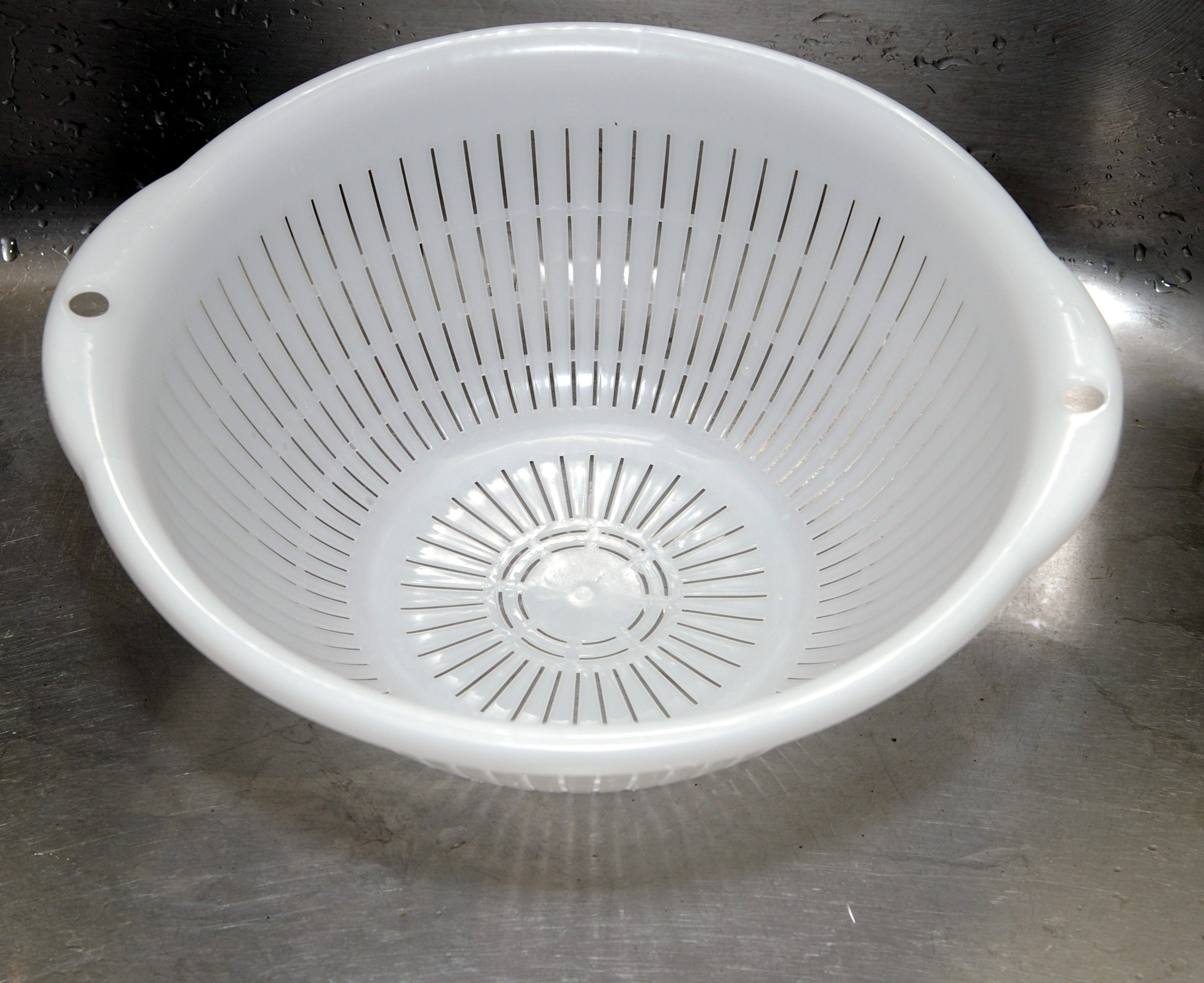
Ein Seiher

Ein Seiher ist ein Haushaltsgerät, das zum Seihen von Flüssigkeiten dient, um aus einem Gemisch Feststoffe und Flüssigkeiten zu trennen. Die Flüssigkeit fließt durch die Löcher, die Feststoffe bleiben im Seiher. Meist wird er verwendet, um gekochte Speisen wie Nudeln (Nudelsieb) oder Gemüse vom Kochwasser zu trennen.
Die Seihe bezeichnet landschaftlich entweder ein Filtertuch oder ein feines Sieb zum Abfließen von Flüssigkeiten, oder auch die Rückstände, welche im Seihtuch zurückgeblieben sind.
Das Verb seihen (häufig: durchseihen) bezeichnet im Gegenteil zum Verb sieben (siehe: Sieb) das Klären und Reinigen von Flüssigkeiten, zum Beispiel frisch gemolkener Milch.
Durchschlag ist eine landläufige Bezeichnung für ein Haushaltsgerät zum Abschütten von Lebensmitteln.

## Wortherkunft und Geschichte
Der Seiher (auch die Seihe) wird von dem Verb seihen abgeleitet, es geht zurück auf ahd. sîha, mhd. sîhe und mnd. sie, sihe, sige.
Das Wörterbuch der Brüder Grimm führt den Mückenseiher auf, die Schreibweise Muckenseiher kann in einer Schrift von 1592 nachgewiesen werden. Im Italiänisch-Teutschen Sprach- und Wörterbuch aus dem Jahr 1693 sind verschiedene Arten von Seiher aufgezählt: Seih-Tuch, Seih-Sack, Seih-Tiegel, Wein-Seiher (lederne Weinröhre) und Seiher von Fließpapier. Der Seiher von Fließpapier hieß auch Hippocras-Sack (lat. manica hippocratis) und war ein pyramidenförmiger Sack aus Leinen.
Arme Leute besaßen sogenannte Seih-Hadern oder Seih-Ridel, das war ein Lumpen bzw. ein Büschel Haare, durch das sie ihre Milch seihten. Das Conversation-Lexicon für die gebildeten Stände von 1851 erwähnt Seiher aus Flechtwerk von Korbmacherarbeit, durchlöchertem Blech, Drahtgewebe, textilen Stoffen, ungeleimtem Papier (Fließpapier), Schwamm, Strohlagen, zerstoßenes Glas, Sand und Erde.